# Binaria de rayos x de baja masa
Las binarias de rayos X de baja masa son sistemas binarios formados por un objeto compacto (estrella de neutrones o agujero negro) y una estrella compañera en la secuencia principal y una masa mucho menor a la del Sol, perteneciente al tipo espectral K o M.,
La estrella compañera llena lo que se conoce como lóbulo de Roche y transfiere parte de masa a la estrella de neutrones o el agujero negro. Una vez atravesado el lóbulo de Roche, la materia de la estrella compañera todavía gira en una órbita demasiado amplia para caer en el objeto compacto, con lo que crea un disco de materia llamado disco de acreción. Mediante sucesivas colisiones, los fragmentos del disco de acrecimiento van perdiendo velocidad y son finalmente engullidos por el objeto compacto. Las colisiones hacen que los fragmentos se calienten a temperaturas de millones de grados y generen rayos X.